# United Microelectronics Corporation
United Microelectronics Corporation (UMC; chiń. 聯華電子股份有限公司) – tajwańskie przedsiębiorstwo z branży półprzewodnikowej, założone w 1980 roku. Pod marką  „United” przedsiębiorstwo produkuje m.in. telewizory.
Przedsiębiorstwo jest notowane na Tajwańskiej Giełdzie Papierów Wartościowych (od 1985).
Firma posiada 12 fabryk, zatrudnia 20 tysięcy pracowników, a swoją siedzibę ma w mieście Xinzhu.